# Абдулкадиров, Магомед Магомедмирзаевич
Магомед Магомедмирзаевич Абдулкадиров (род. 3 декабря 1990, Махачкала) — российский спортсмен, черный пояс по бразильскому джиу-джитсу. Многократный чемпион мира по грэпплингу. Мастер спорта международного класса по вольной борьбе.

## Биография
Магомед родился 3 декабря, 1990 года в Махачкале, Дагестан, Россия. C 12 лет в спорте, начал свой путь в единоборствах с вольной борьбы. Первым его тренером стал Абдулла Магомедов, затем начал выступать по традиционному джиу-джитсу, и его начал тренировать Юсуп Саадулаев. С 17 лет начал осознано тренироваться и выступать по правилам бразильского джиу-джитсу и грепплинга. 

## Спортивная карьера

### Бразильское джиу-джитсу
В 2013 году стал обладателем коричневого пояса по бжж, который вручил ему Антониу Ногейра. В этом же году Магомед победил на чемпионате мира по бжж по версии WPJJ, который проходил в Абу-Даби, ОАЭ. В 2017 стал победителем турнира "Большой шлем" в Абу-Даби среди коричневых поясов. Победитель турнира "Шарджа" 2017 в Дубае. Годом позже ему был вручен черный пояс под руководством бразильского мастера Рафаэля Хауберта.

### Грэпплинг
В 2015 году Магомед выиграл титул чемпиона Европы по версии ADCC. Магомед становился чемпионом мира по версии Объединённого мира борьбы (UWW) четыре раза.. Семь раз побеждал на чемпионатах России. В 2019 году выиграл чемпионат мира в весовой категории до 84 кг, проходивший в Астане, Казахстан.

## Спортивные достижения
Бразильское джиу-джитсу:
- Чемпионат мира WPJJ 2013 (коричневые пояса) — ;
- Большой шлем 2017 (коричневые пояса) — ;
- Шарджа 2017 (коричневые пояса) — ;[8]

Грэпплинг:
- UWW чемпионат мира 2014, 2015, 2017, 2019 — ;[7][9][10]
- ADCC чемпионат Европы 2015 — ;[11][12]
- Berkut open 2014, 2015 — ;[5]
- Arlan grip selection 2015, 2016 — ;[5]
- AIGA «BN CUP» 2021 — ;[13][14]

## Личная жизнь
Магомед — аварец по национальности. Он выпускник Дагестанского Государственного Университета по специальности эколог. Является тренером в Махачкалинской академии джиу-джитсу "UF GYM".